# Rozières-sur-Mouzon
Pour les articles homonymes, voir Rozières (homonymie).
Rozières-sur-Mouzon est une commune française située dans le département des Vosges en région Grand Est.

## Géographie
La commune est à 2,3 km de Tollaincourt, 6,6 km de Damblain et 9,6 km de Lamarche.
| Blevaincourt | Blevaincourt        | Blevaincourt |
| Blevaincourt | Rozières-sur-Mouzon | Rocourt      |
| Tollaincourt | Tollaincourt        | Tollaincourt |

## Géologie et relief
Espaces naturels :
- Un espace protégé Natura 2000 : Bassigny, partie Lorraine.
- Une zone naturelle d'intérêt écologique, faunistique et floristique (Znieff) :

Ruisseaux du Creusot et de Frenes de Villotte à Rocourt,
Vôge et Bassigny.

## Hydrographie et les eaux souterraines
Hydrogéologie et climatologie : Système d’information pour la gestion des eaux souterraines du bassin Rhin-Meuse :
Territoire communal : Occupation du sol (Corinne Land Cover); Cours d'eau (BD Carthage),
Géologie : Carte géologique; Coupes géologiques et techniques,
 Hydrogéologie : Masses d'eau souterraine; BD Lisa; Cartes piézométriques.

### Réseau hydrographique
La commune est située dans le bassin versant de la Meuse au sein du bassin Rhin-Meuse. Elle est drainée par le Mouzon, le ruisseau de l'Arlembouchet, le ruisseau de Frenes et le ruisseau de la Planchotte,.
Le Mouzon, d’une longueur de 63,3 kilomètres, prend sa source sur le territoire de Serocourt, s’oriente vers l'ouest puis vers le nord peu après avoir quitté les localités de Rocourt et Tollaincourt, jusqu'aux abords de son confluent avec la Meuse.

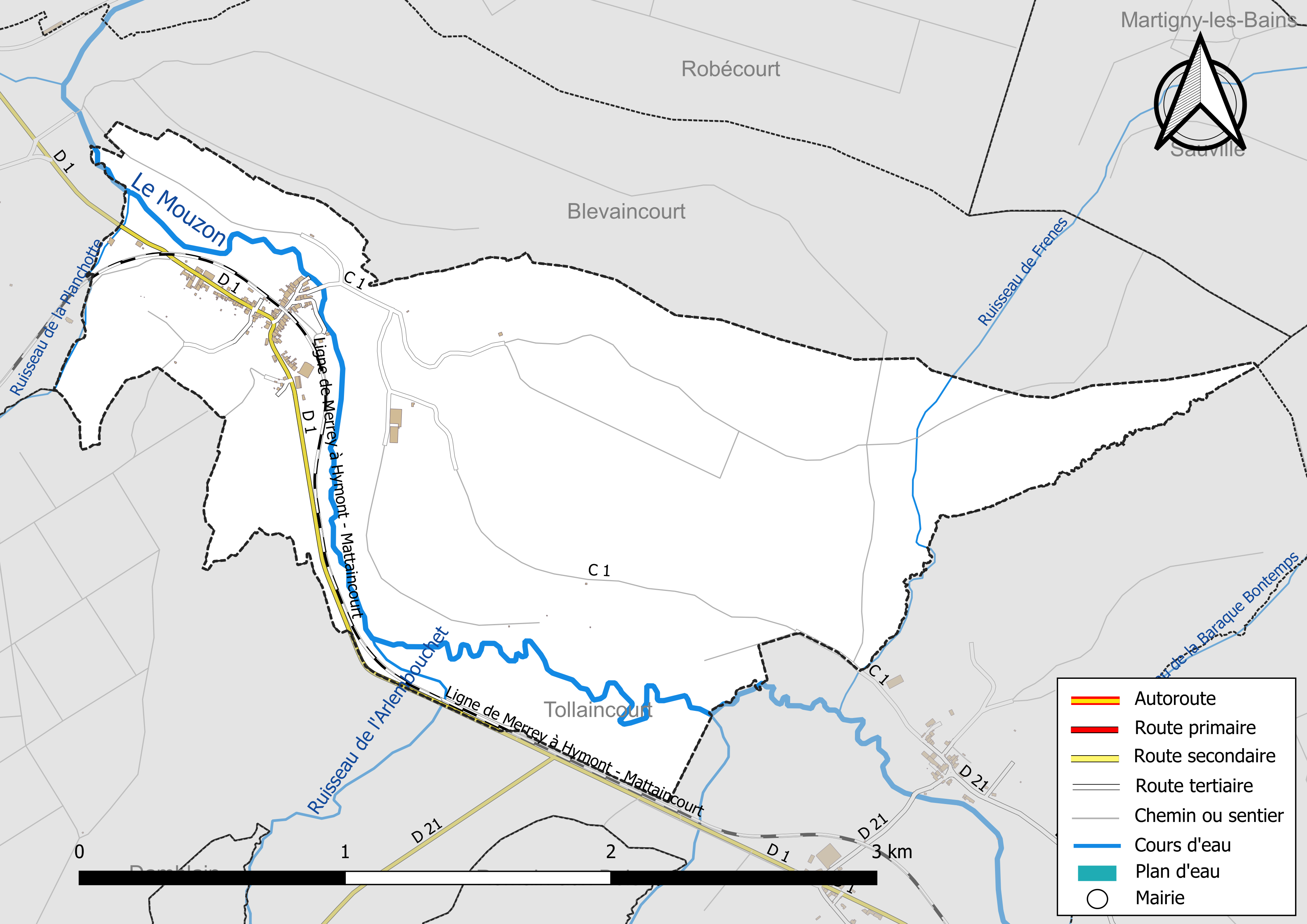
Réseaux hydrographique et routier de Rozières-sur-Mouzon.

### Gestion et qualité des eaux
Le territoire communal est couvert par le schéma d'aménagement et de gestion des eaux (SAGE) « Nappe des Grès du Trias Inférieur ». Ce document de planification, dont le territoire comprend le périmètre de la zone de répartition des eaux de la nappe des Grès du trias inférieur (GTI), d'une superficie de 1 497 km2, est en cours d'élaboration. L’objectif poursuivi est de stabiliser les niveaux piézométriques de la nappe des GTI et atteindre l'équilibre entre les prélèvements et la capacité de recharge de la nappe. Il doit être cohérent avec les objectifs de qualité définis dans les SDAGE Rhin-Meuse et Rhône-Méditerranée. La structure porteuse de l'élaboration et de la mise en œuvre est le conseil départemental des Vosges.
La qualité des eaux de baignade et des cours d’eau peut être consultée sur un site dédié géré par les agences de l’eau et l’Agence française pour la biodiversité.

## Climat
Pour des articles plus généraux, voir Climat du Grand Est et Climat des Vosges.
En 2010, le climat de la commune est de type climat de montagne, selon une étude du Centre national de la recherche scientifique s'appuyant sur une série de données couvrant la période 1971-2000. En 2020, Météo-France publie une typologie des climats de la France métropolitaine dans laquelle la commune est exposée à un climat océanique altéré et est dans la région climatique  Lorraine, plateau de Langres, Morvan, caractérisée par un hiver rude (1,5 °C), des vents modérés et des brouillards fréquents en automne et hiver.
Pour la période 1971-2000, la température annuelle moyenne est de 9,5 °C, avec une amplitude thermique annuelle de 17 °C. Le cumul annuel moyen de précipitations est de 926 mm, avec 13,1 jours de précipitations en janvier et 9,2 jours en juillet. Pour la période 1991-2020, la température moyenne annuelle observée sur la station météorologique de Météo-France la plus proche, « St Ouen-lès-Parey_sapc », sur la commune de Saint-Ouen-lès-Parey à 8 km à vol d'oiseau, est de 10,0 °C et le cumul annuel moyen de précipitations est de 806,8 mm. 
La température maximale relevée sur cette station est de 39,4 °C, atteinte le 25 juillet 2019 ; la température minimale est de −22 °C, atteinte le 20 décembre 2009,,.
Les paramètres climatiques de la commune ont été estimés pour le milieu du siècle (2041-2070) selon différents scénarios d'émission de gaz à effet de serre à partir des nouvelles projections climatiques de référence DRIAS-2020. Ils sont consultables sur un site dédié publié par Météo-France en novembre 2022.

## Urbanisme

### Typologie
Au 1er janvier 2024, Rozières-sur-Mouzon est catégorisée commune rurale à habitat dispersé, selon la nouvelle grille communale de densité à sept niveaux définie par l'Insee en 2022.
Elle est située hors unité urbaine. Par ailleurs la commune fait partie de l'aire d'attraction de Vittel - Contrexéville, dont elle est une commune de la couronne,. Cette aire, qui regroupe 72 communes, est catégorisée dans les aires de moins de 50 000 habitants,.

### Occupation des sols
L'occupation des sols de la commune, telle qu'elle ressort de la base de données européenne d’occupation biophysique des sols Corine Land Cover (CLC), est marquée par l'importance des territoires agricoles (61,3 % en 2018), une proportion identique à celle de 1990 (61,3 %). La répartition détaillée en 2018 est la suivante : 
prairies (61,3 %), forêts (37,9 %), milieux à végétation arbustive et/ou herbacée (0,7 %). L'évolution de l’occupation des sols de la commune et de ses infrastructures peut être observée sur les différentes représentations cartographiques du territoire : la carte de Cassini (XVIIIe siècle), la carte d'état-major (1820-1866) et les cartes ou photos aériennes de l'IGN pour la période actuelle (1950 à aujourd'hui).

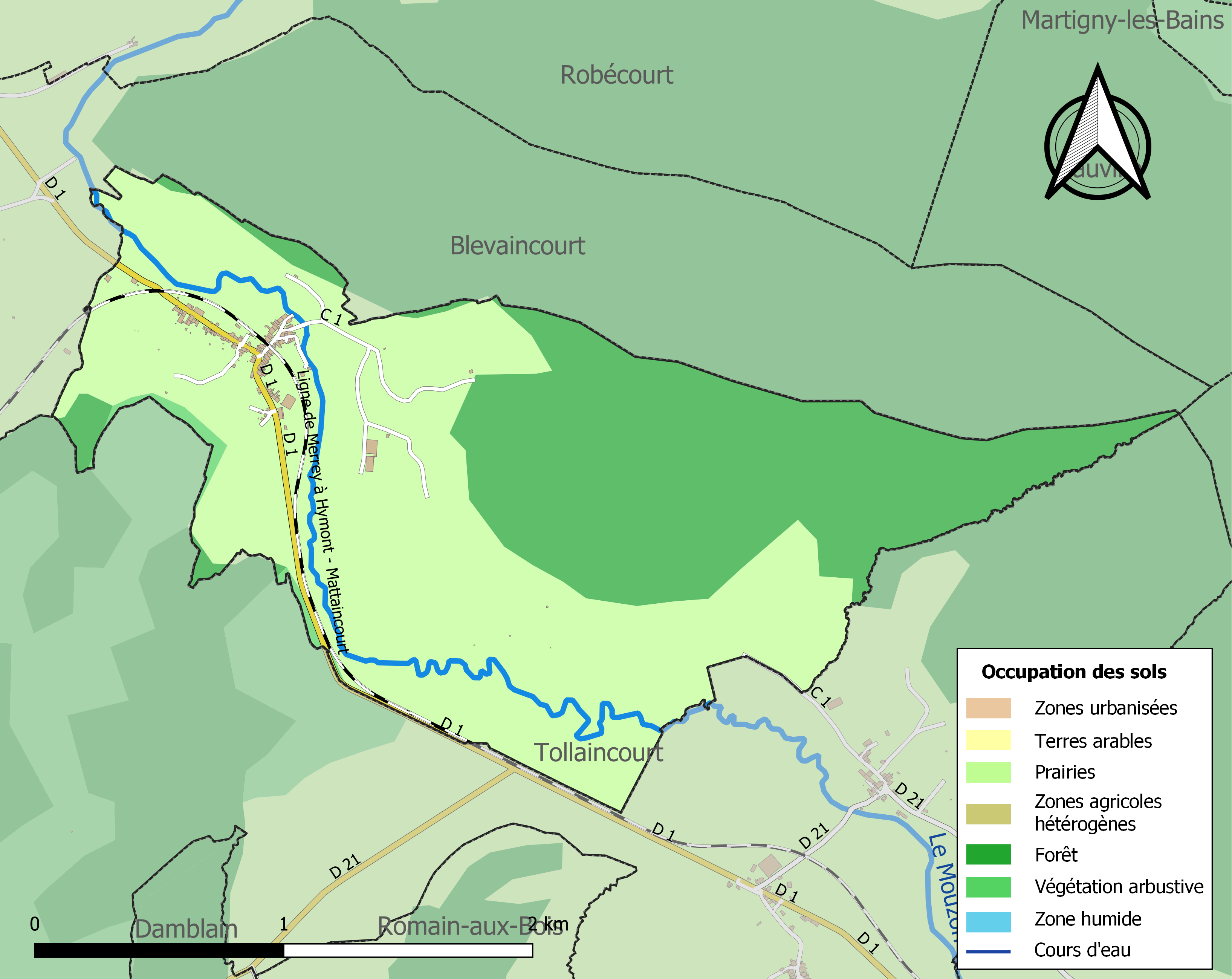
Carte des infrastructures et de l'occupation des sols de la commune en 2018 (CLC).

### Voies de communications et transports

#### Voies routières
- Autoroute A31 : Échangeurs Robécourt, Bulgnéville, Montigny-le-Roi.

#### Transports en commun

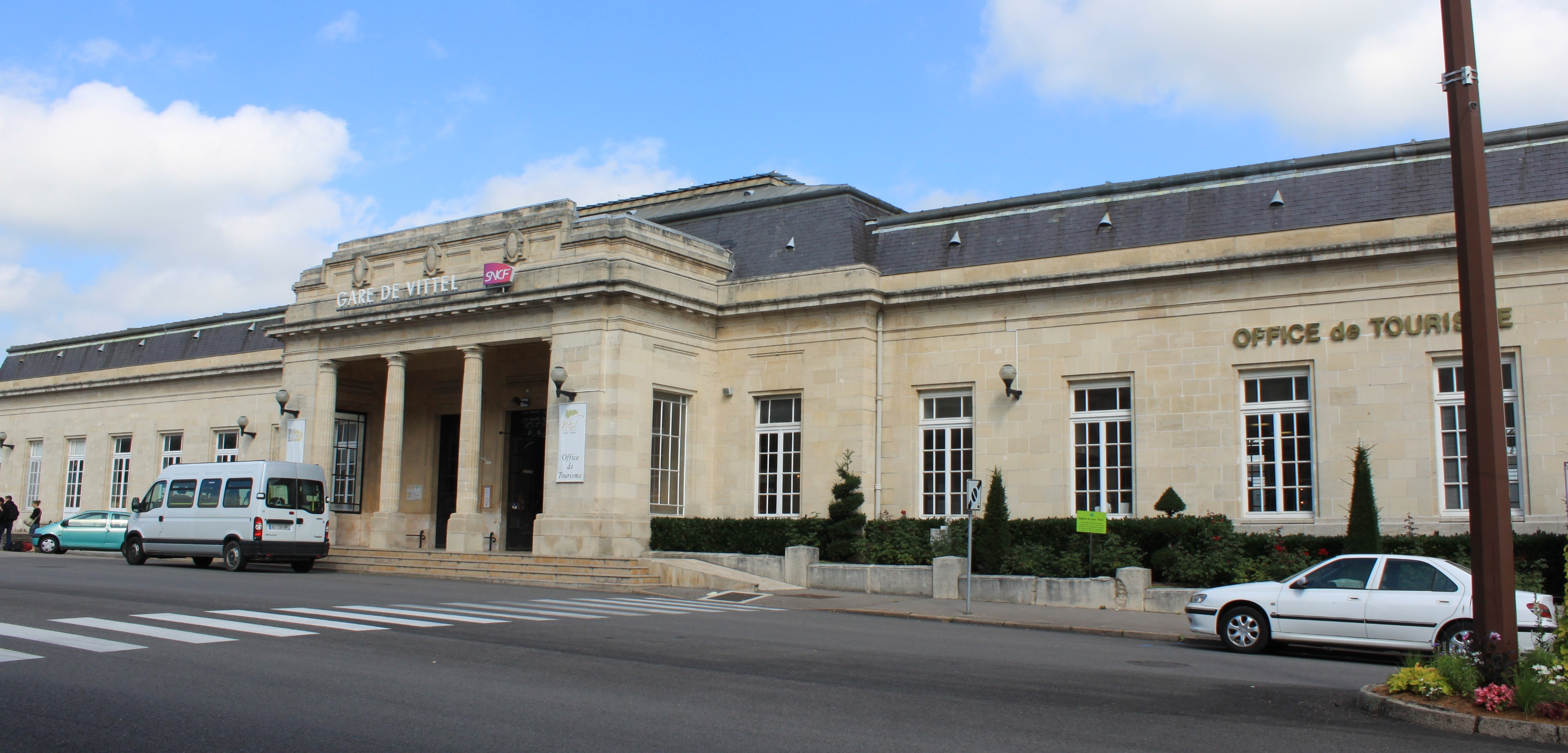
Gare de Vittel.

- Fluo Grand Est.

#### Lignes SNCF
- Gare de Contrexéville
- Gare de Vittel
- Gare de Neufchâteau
- Gare de Merrey

## Toponymie
Le nom de la localité est attesté sous les formes Molendinum de Roseriis (1198) ; Rosieres (1242) ; Roseres (1253) ; Roseires (1271) ; Rozieres (1311) ; Rouzieres (1334) ; De Roseriis prope Marchiam (1402) ; Rozierez (1413) ; Rosierez (1452) ; Roisieres (1488) ; Rouzieres (1514) ; Rozier (1684) ; Rozierre (1698) ; Rozieres sur Mouzon (1703) ; Roseriæ supra Mosunam (1768).

C'est un toponyme désignant un lieu où poussent les roseaux. Selon le toponymiste Ernest Nègre, le toponyme Rosières pourrait dériver du pluriel de l'occitan rousièro ou rousièiro, qui désigne une rosière, c'est-à-dire une jeune fille couronnée de roses, mais, plus généralement, un lieu planté de roses, à l'instar de l'oïl « rosière ».
Le Mouzon est une rivière française de la région Grand Est, qui coule dans les départements des Vosges et de la Haute-Marne.

## Histoire
Rozières-sur-Mouzon appartenait au bailliage de Lamarche. Son église – sous le vocable de la Nativité de la Vierge – était du diocèse de Toul, doyenné de Bourmont.
Des recherches de charbon ont lieu sur la commune entre 1842 et 1847 et une concession est accordée mais aucune extraction n'a lieu.

Vestiges du puits de recherche de 1845.
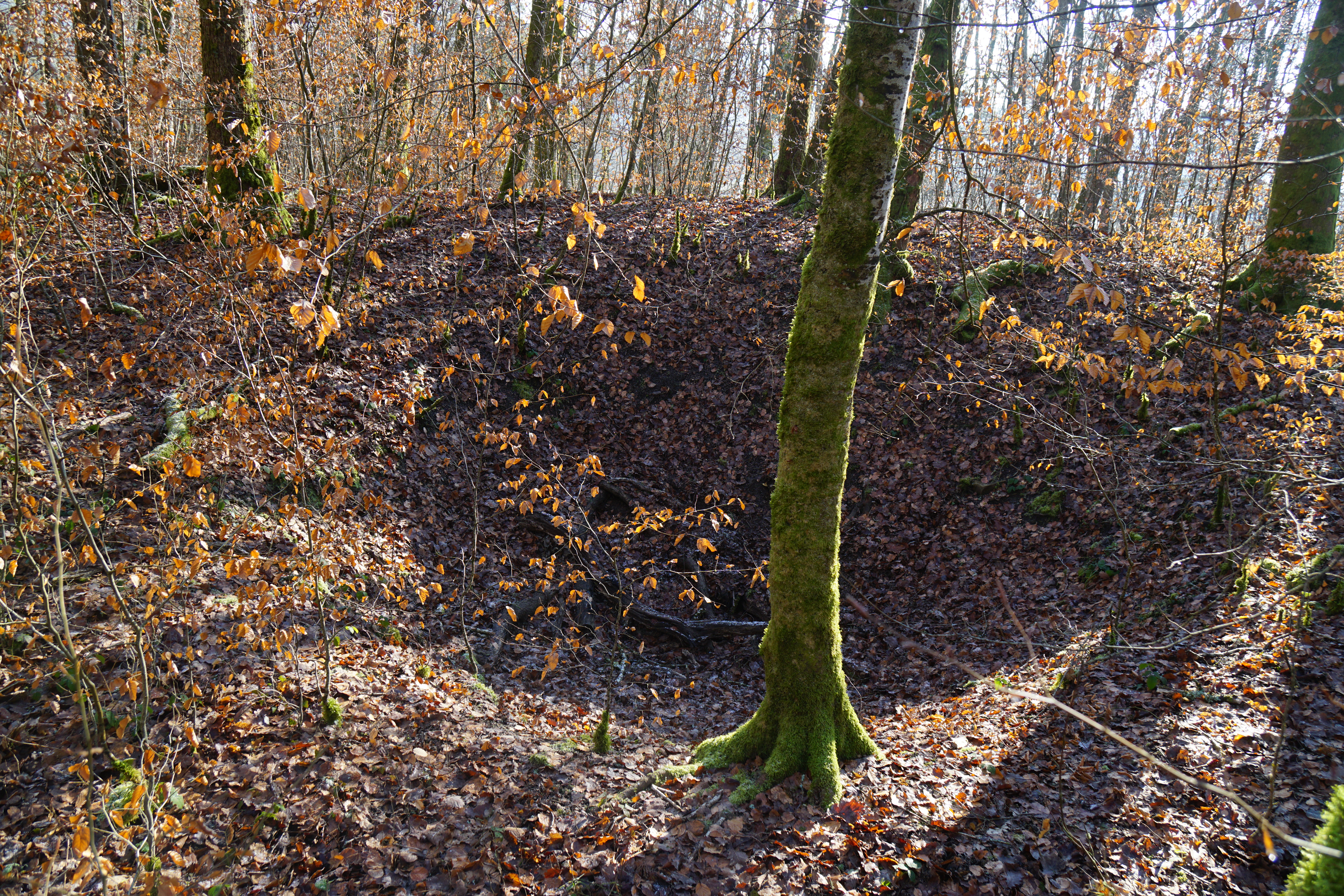
L’entonnoir formé par le puits.
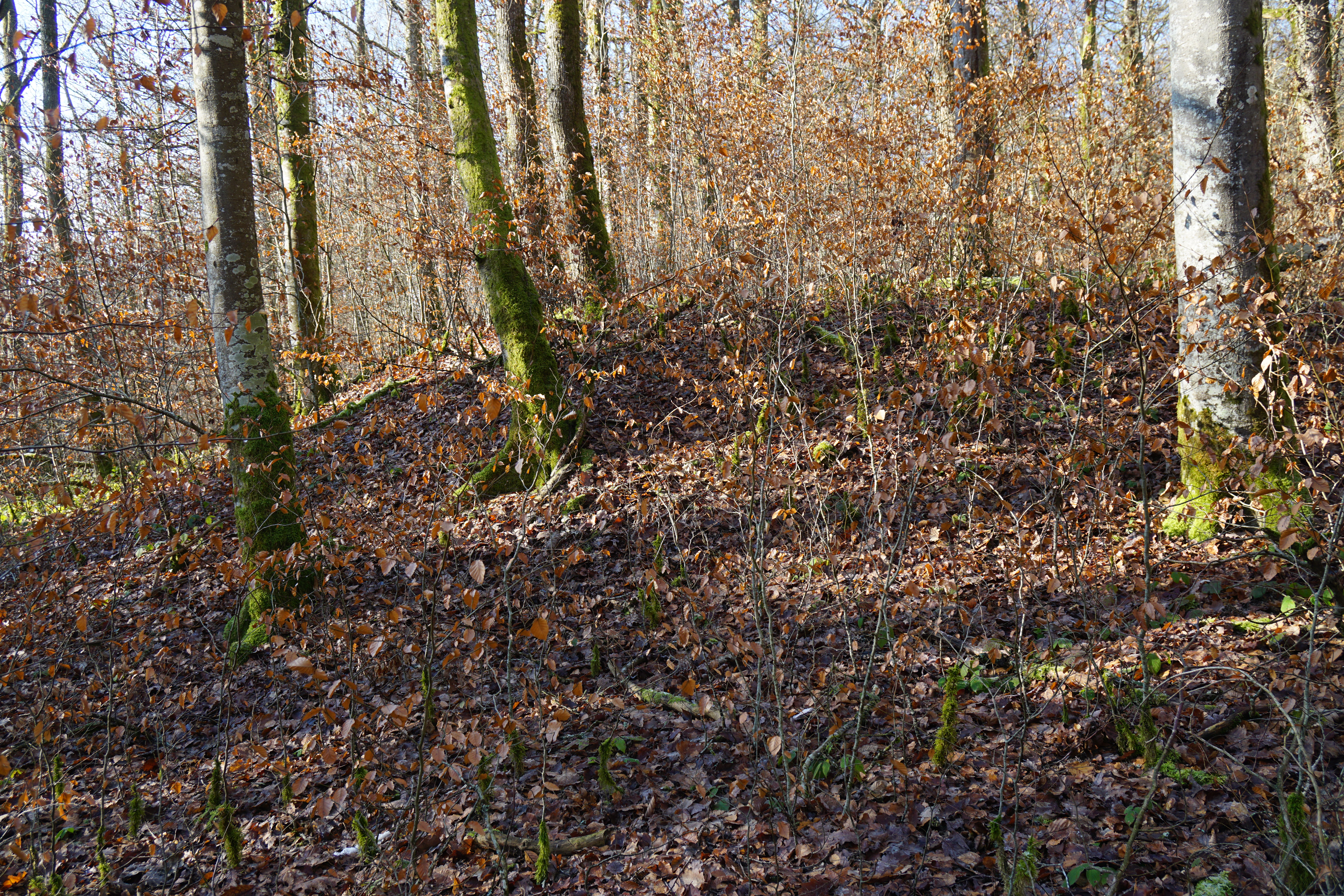
Le terril.

## Politique et administration
| Période                                  | Période  | Identité                  | Étiquette | Qualité                |
| ---------------------------------------- | -------- | ------------------------- | --------- | ---------------------- |
| Les données manquantes sont à compléter. |          |                           |           |                        |
| avant 1988                               |          | Henri Andelot (1922-2011) |           |                        |
|                                          |          | Jacques Emerot            |           | Agent d'entretien SNCF |
| mars 2001                                | En cours | Serge Andelot             |           |                        |

### Budget et fiscalité 2022

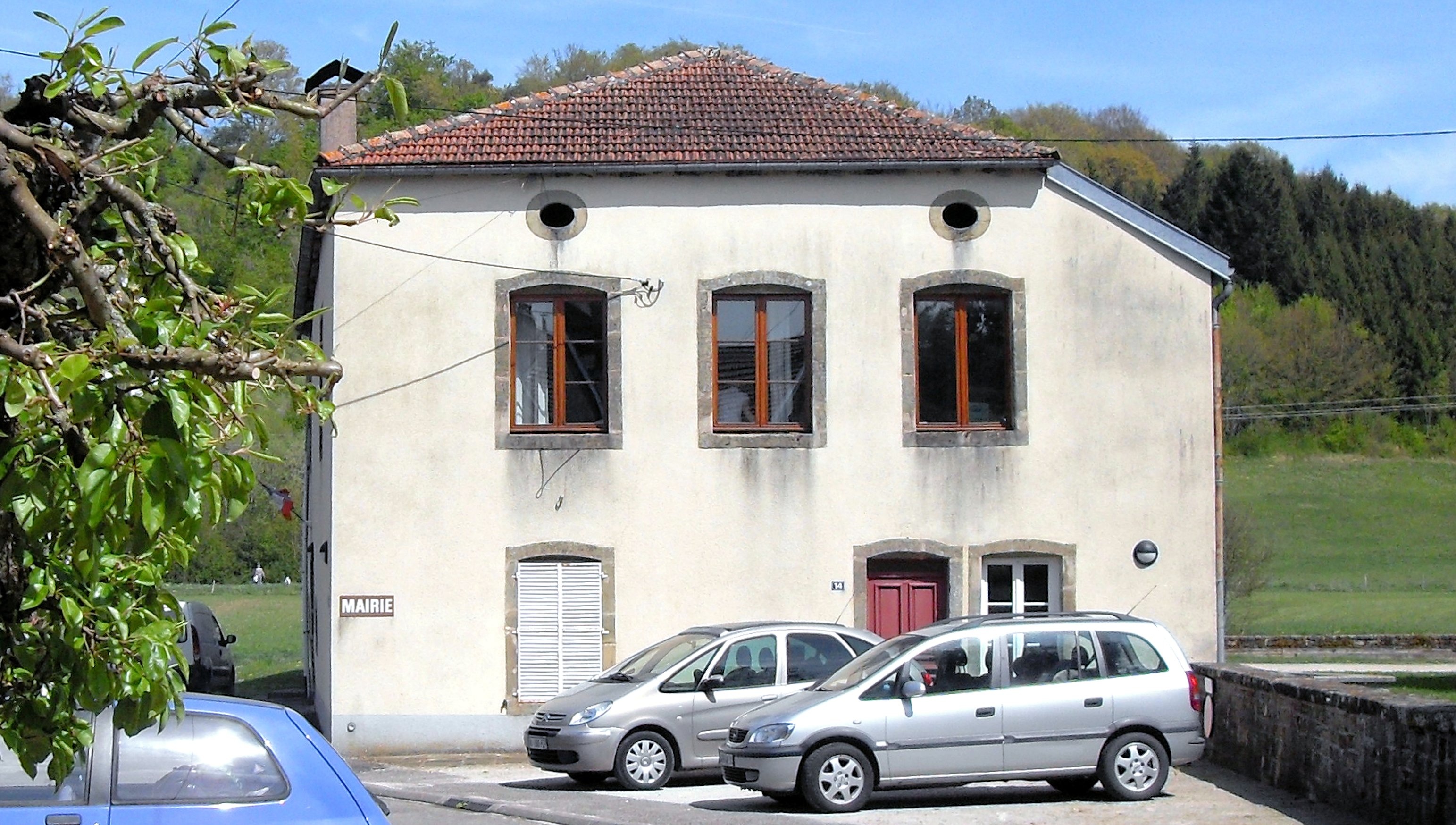
La mairie.

En 2022, le budget de la commune était constitué ainsi :
- total des produits de fonctionnement : 74 000 €, soit 1 094 € par habitant ;
- total des charges de fonctionnement : 58 000 €, soit 855 € par habitant ;
- total des ressources d'investissement : 1 000 €, soit 17 € par habitant ;
- total des emplois d'investissement : 5 000 €, soit 73 € par habitant ;
- endettement : 0 €, soit 4 € par habitant.

Avec les taux de fiscalité suivants :
- taxe d'habitation : 11,67 % ;
- taxe foncière sur les propriétés bâties : 33,23 % ;
- taxe foncière sur les propriétés non bâties : 4,38 % ;
- taxe additionnelle à la taxe foncière sur les propriétés non bâties : 0,00 % ;
- cotisation foncière des entreprises : 0,00 %.

Chiffres clés Revenus et pauvreté des ménages en 2021 : médiane en 2021 du revenu disponible, par unité de consommatio.

## Économie

### Entreprises et commerces

#### Agriculture
- Sylviculture et autres activités forestières.
- Exploitation forestière.
- Élevage de vaches laitières.
- Élevage d'autres animaux.

#### Tourisme
- Hébergements et restauration à Doncourt-sur-Meuse, Bulgnéville, Contrexévile, Bourbonne-les-Bains.

#### Commerces
- Commerces et services de proximité.
- Ancienne usine Cambon[25].

## Population et société

### Démographie

#### Évolution démographique
L'évolution du nombre d'habitants est connue à travers les recensements de la population effectués dans la commune depuis 1793. Pour les communes de moins de 10 000 habitants, une enquête de recensement portant sur toute la population est réalisée tous les cinq ans, les populations de référence des années intermédiaires étant quant à elles estimées par interpolation ou extrapolation. Pour la commune, le premier recensement exhaustif entrant dans le cadre du nouveau dispositif a été réalisé en 2004.

En 2022, la commune comptait 69 habitants, en évolution de +11,29 % par rapport à 2016 (Vosges : −2,96 %, France hors Mayotte : +2,11 %).
| 1793 | 1800 | 1806 | 1821 | 1831 | 1836 | 1841 | 1846 | 1856 |
| ---- | ---- | ---- | ---- | ---- | ---- | ---- | ---- | ---- |
| 248  | 349  | 384  | 341  | 334  | 353  | 356  | 373  | 289  |

| 1861 | 1866 | 1876 | 1881 | 1886 | 1891 | 1896 | 1901 | 1906 |
| ---- | ---- | ---- | ---- | ---- | ---- | ---- | ---- | ---- |
| 297  | 316  | 307  | 267  | 250  | 277  | 236  | 258  | 292  |

| 1911 | 1921 | 1926 | 1931 | 1936 | 1946 | 1954 | 1962 | 1968 |
| ---- | ---- | ---- | ---- | ---- | ---- | ---- | ---- | ---- |
| 289  | 243  | 222  | 223  | 228  | 175  | 190  | 203  | 185  |

| 1975 | 1982 | 1990 | 1999 | 2004 | 2006 | 2009 | 2014 | 2019 |
| ---- | ---- | ---- | ---- | ---- | ---- | ---- | ---- | ---- |
| 174  | 176  | 121  | 96   | 92   | 91   | 85   | 65   | 67   |

| 2022 | - | - | - | - | - | - | - | - |
| ---- | - | - | - | - | - | - | - | - |
| 69   | - | - | - | - | - | - | - | - |

### Enseignement
Établissements d'enseignements :
- Écoles maternelles et primaires à Damblain, Vrécourt, Lamarche, Saint-Ouen-lès-Parey, Martigny-les-Bains, Saint-Ouen-lès-Parey.
- Collèges à Lamarche, Martigny-les-Bains, Bourmont-entre-Meuse-et-Mouzon, Contrexéville, Bourbonne-les-Bains.
- Lycées à Contrexéville, Mandres-sur-Vair.

### Santé
Professionnels et établissements de santé :
- Médecins à Vrécourt, Lamarche, Martigny-les-Bains, Mont-lès-Lamarche, Bulgnéville, Contrexéville.
- Pharmacies à Vrécourt, Lamarche, Martigny-les-Bains, Bourmont, Bulgnéville, Contrexéville.
- Hôpitaux à Lamarche, Vittel, Neufchâteau, Mattaincourt, Mirecourt, Langres, Ville-sur-Illon.

### Cultes
- Culte catholique, Paroisse Bienheureux-Jean-Baptiste-Menestrel[32], Diocèse de Saint-Dié.

## Lieux et monuments

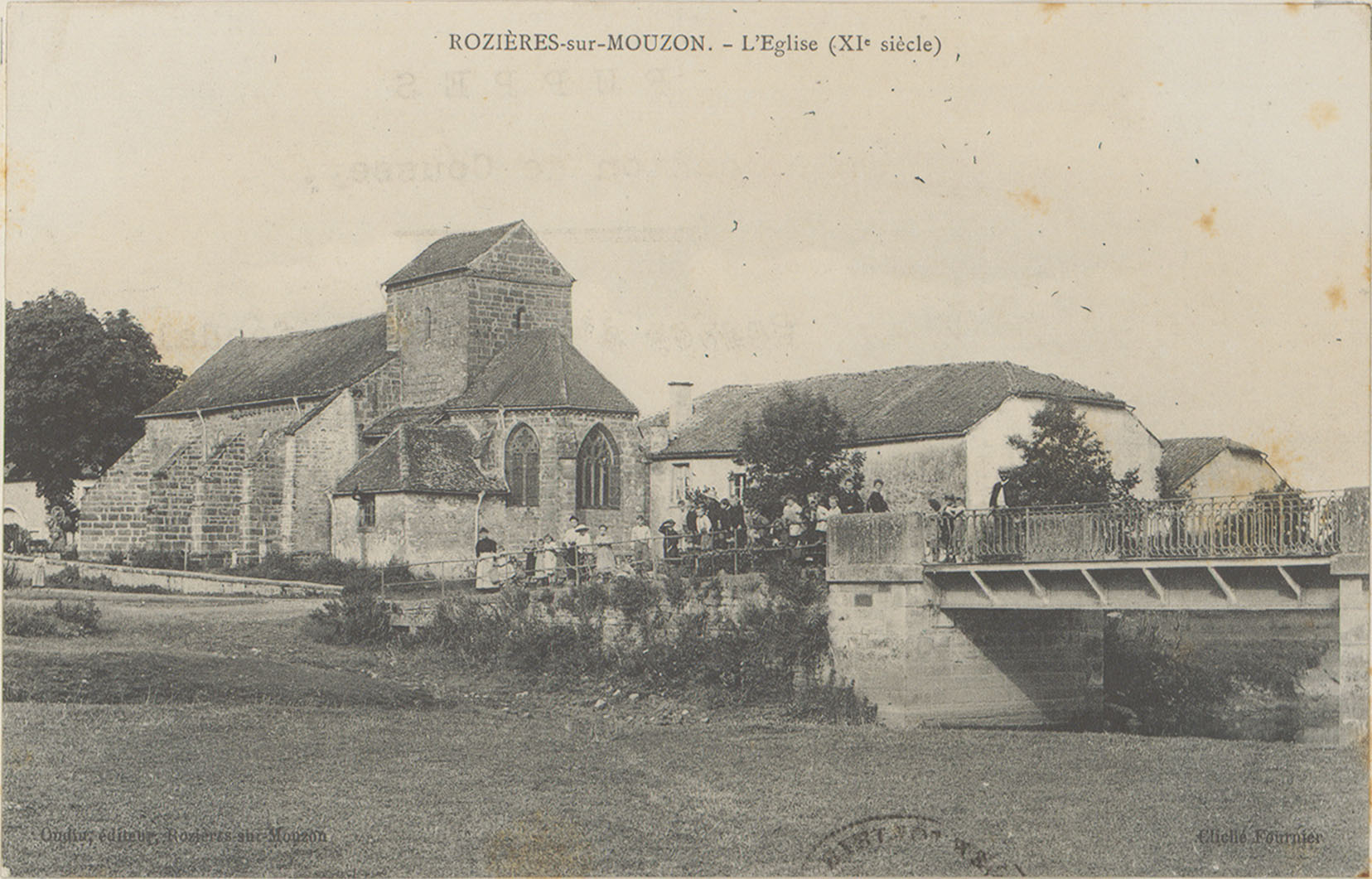
Carte postale représentant l'église entre 1880 et 1945.
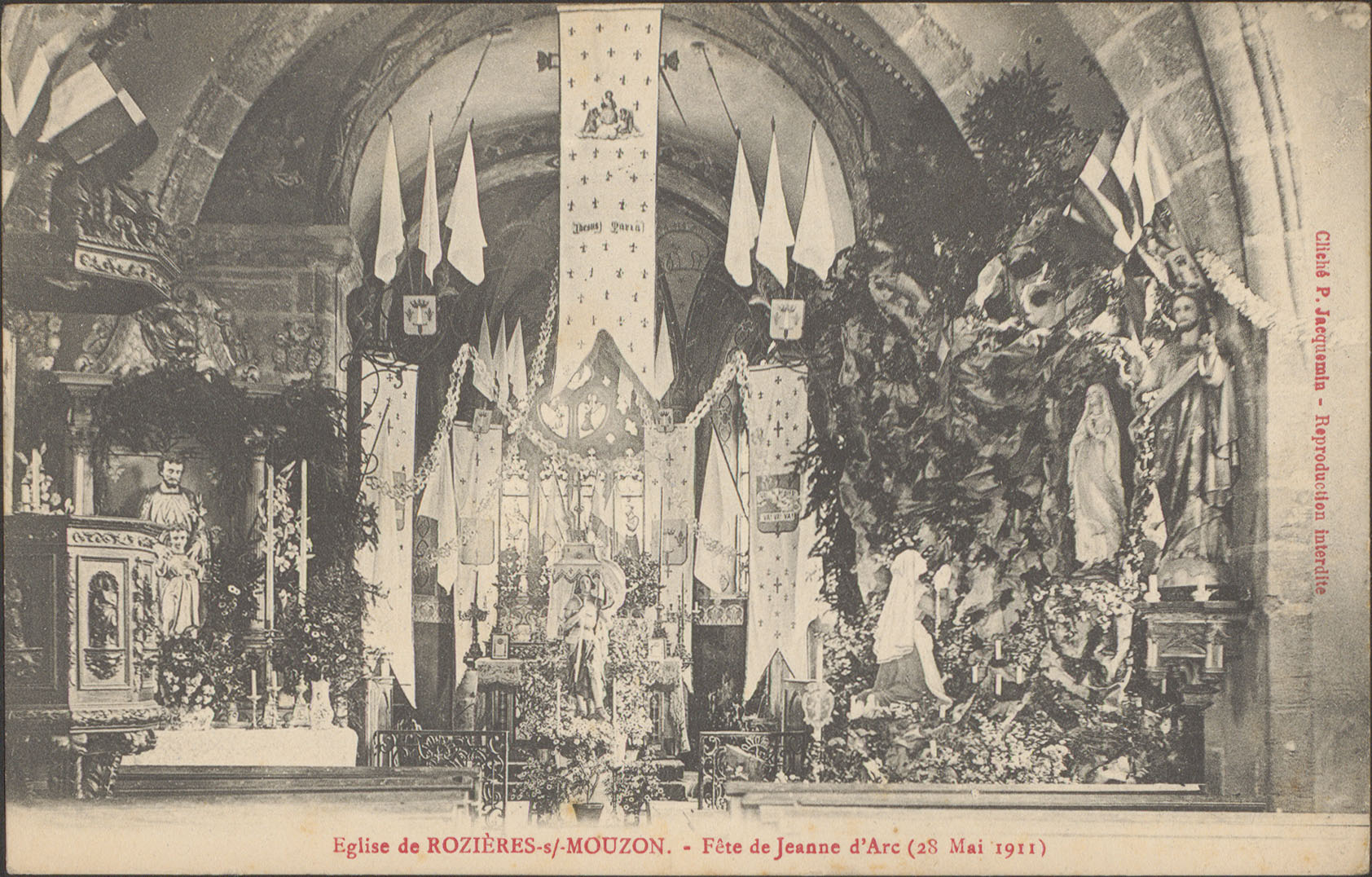
Carte postale représentant l'intérieur de l'église lors de la fête de Jeanne d'Arc le 28 mai 1911.
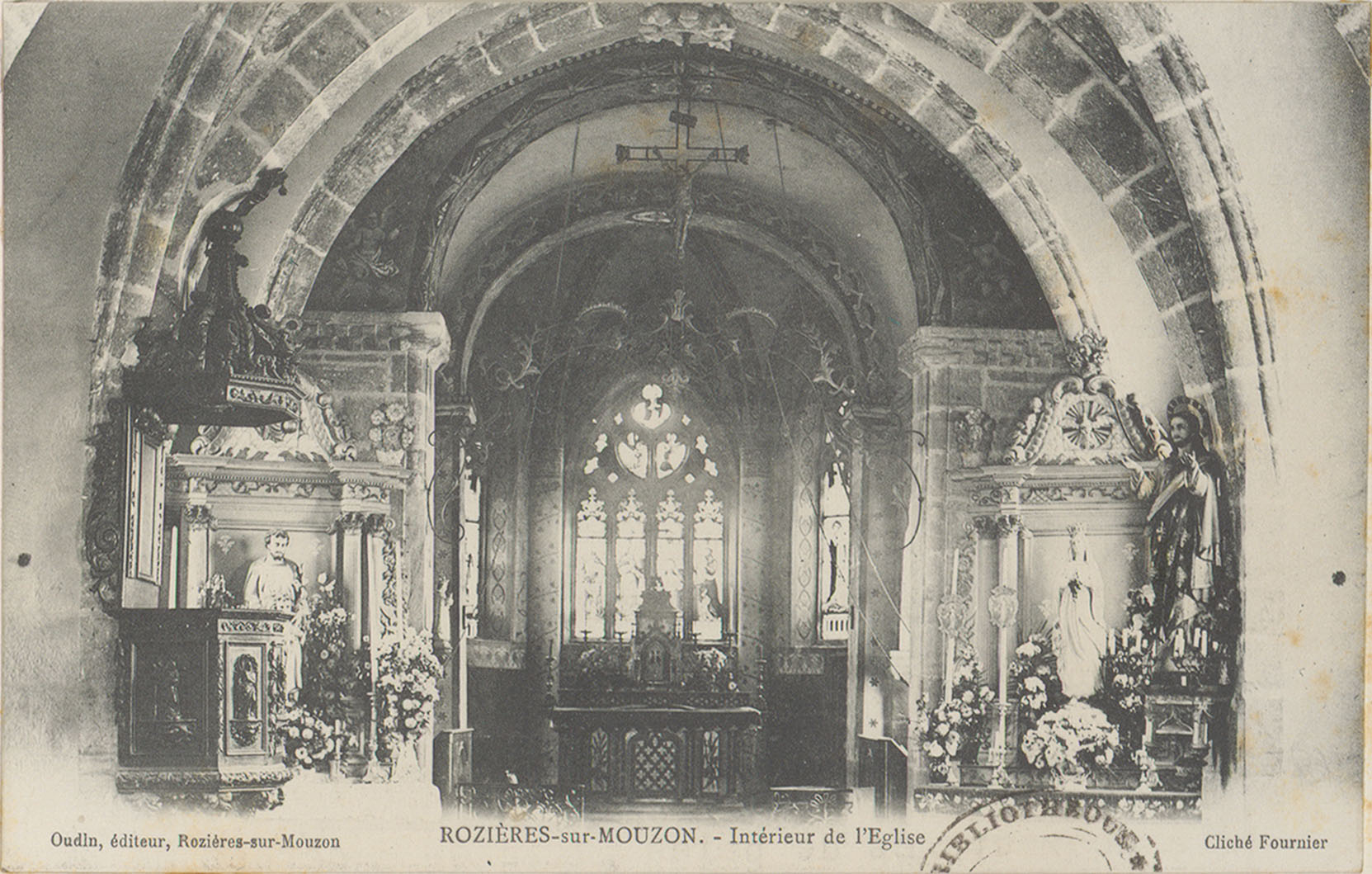
Carte postale représentant l'intérieur de l'église entre 1880 et 1945.
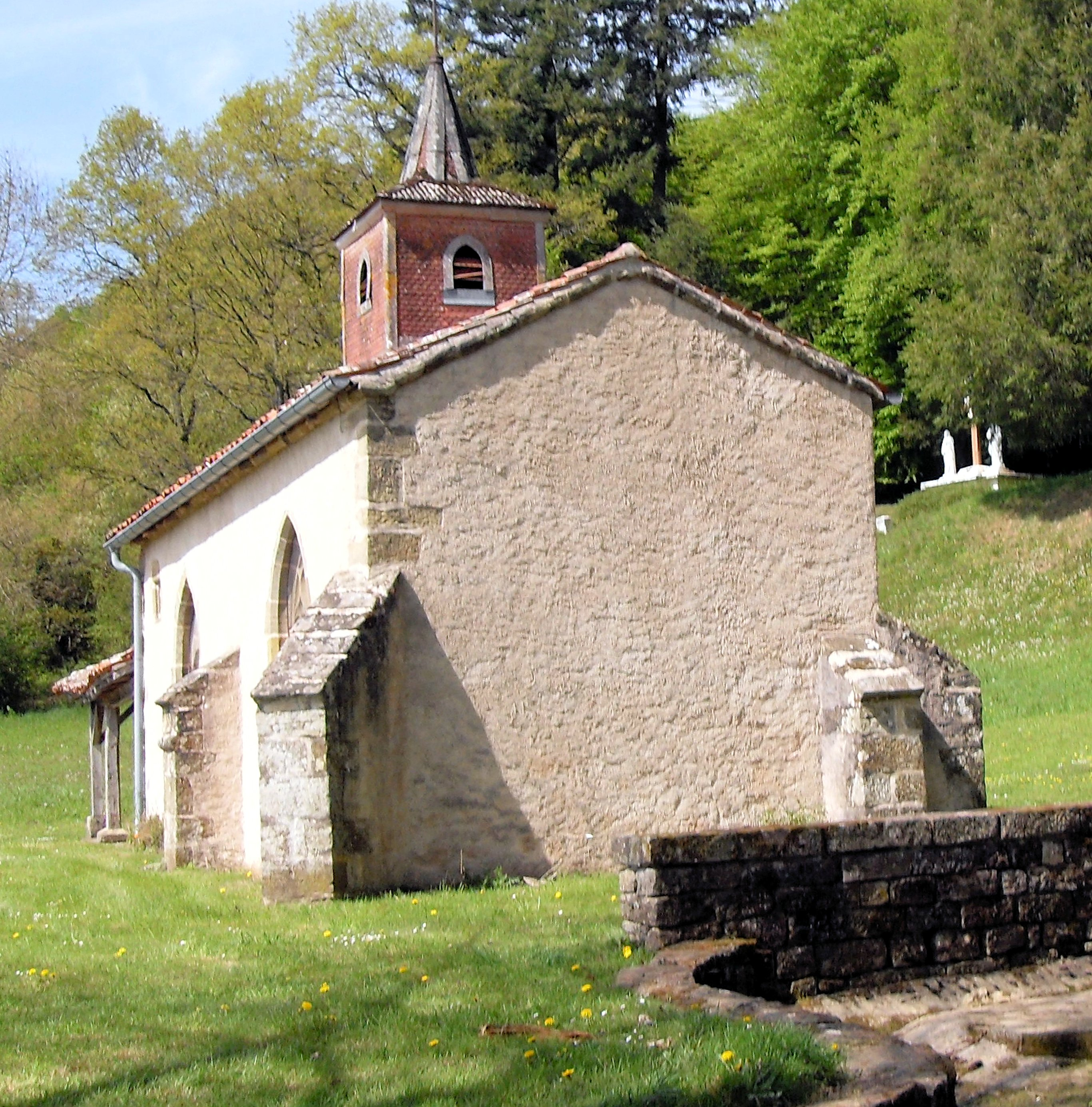
Vue de la chapelle Notre-Dame de Varouse.

La commune compte deux édifices catholiques :
- l'église Notre-Dame, au centre du village, dont l'origine remonte au XIIe siècle[33],[34], inscrite sur l'inventaire supplémentaire des monuments historiques en 1926 ; le portail occidental, du XVe siècle, est classé en 1994[35],[36]. Bien que considérablement remaniée à une époque postérieure, la petite église paroissiale remonte, dans ses parties essentielles, à l'époque romane. C'était une belle construction en grès, soigneusement appareillée. Elle comprenait à l’origine romane une nef sans bas-côtés, une travée de choeur sous le clocher et une abside. Au XIVe siècle, l’église a été considérablement remaniée  : voûtes sur croisée d'ogives sur la nef, fenêtres gothiques dans les murs latéraux de la nef, abside en style gothique rayonnant. Lors de la construction des voûtes de la nef, au XIVe, ou au XVe siècle, on a établi le long de ces murs latéraux des contreforts d'une saillie énorme, assez disgracieux de l’extérieur. La travée de choeur sous le clocher, un peu plus étroite que la nef, est voûtée en berceau. Le clocher est supporté par de vigoureuses arcades en plein cintre. Il est à peu près carré. Le tympan extérieur de la porte montre une croix entourée de curieux motifs géométriques. La construction de celte église devrait dater de la seconde moitié du XIIe siècle. Description détaillée et photos dans l’ouvrage Églises romanes des Vosges[37].
- la chapelle Notre-Dame de Varouse, légèrement au nord du village[38], qui comprend deux objets classés monuments historiques :

* une cloche fondue en 1660, en bronze, classée en 1922, ;
* une statue de Vierge à l'Enfant du XVIIIe siècle, en bois, classée en 1965.
La fontaine de la chapelle de Valrose.
- Patrimoine architectural rural recensé par le service régional de l'Inventaire général du patrimoine culturel[43].
- Monument aux morts[44],[45].

## Pour approfondir